# Манганіт
Манганіт (манґані́т) — мінерал класу оксидів та гідроксидів, основний оксид манґану ланцюжкової будови. 
Вперше манганіт був виявлений у Ільфельді в районі Нордхаузена (Тюрингія) та описаний у 1827 році австрійським геологом, мінералогом і геофізиком Вільгельмом фон Гайдінгером, який назвав мінерал, заснований на його марганцевому вмісті. Від латинського «manganum» — манґан (W. K. Haidinger, 1827).

## Загальний опис
Хімічна формула: MnO[OH].
Містить (%): MnO — 40,4; MnO2 — 49,4; H2O — 10,2.
Домішки: SiO2, Fe2O3, Al2O3, CaO.
Сингонія моноклінна.
Утворює друзи, щітки кристалів (в гідротермальних жилах), але в осадових родовищах Mn — звичайно агрегати: щільні, натічні, оолітові, рідше зернисті.
Густина 4,33.
Твердість 4.
Колір темно-сірий до чорного.
Блиск напівметалічний.
Прозорий у тонких уламках.
Риса шоколадна (бура).
Крихкий.
Злам нерівний.

## Походження, поширення
Походження осадове або гідротермальне.
Утворюється при вивітрюванні мінералів і гірських порід, що містять манґан.
Зустрічається також у гідротермальних низькотемпературних жилах. Разом з іншими оксидами і гідроксидами Mn (піролюзитом, псиломеланом тощо) і родохрозитом манґаніт складає марганцеві руди найважливіших у промисловому відношенні осадово-морських родовищ: Чіатурського (Грузія), Нікопольського (Україна), о. Грут-Айленд (Австралія). У вигляді кристалів зустрічається в низькотемпературних гідротермальних жилах спільно з баритом, кальцитом, рідше кварцом (Ільменау, ФРН).
Інші знахідки: Гарц (ФРН), Ар'єж і Високі Піренеї (Франція), Камберленд та Девоншир (Англія), Абердин (Шотландія), поблизу о. Верхнє (штат Мічиган, США), округ Аламеда (штат Каліфорнія, США) та ін.
В Україні є у Придніпров'ї. Збагачується головним чином гравітаційними методами в поєднанні з промиванням і магнітною сепарацією. З бідних руд вилучається пінною сепарацією.